# 日本経済新聞名古屋支社
日本経済新聞名古屋支社（にほんけいざいしんぶん・なごやししゃ）は日本経済新聞の東海地方のうち、愛知県・岐阜県全域と三重県の伊賀・東紀州を除く地域の発行業務を行う支社である。全地域セット版（朝刊・夕刊）発行。

## 概要
1980年（昭和55年）9月5日、日本経済新聞社の東京・大阪・西部（福岡）に次ぐ第4の制作拠点として名古屋支社新社屋が竣工、同年9月24日から名古屋での現地印刷を開始した。名古屋現地印刷開始以前の日経は、大阪本社で印刷されたものが東海3県内で販売されていた。現地印刷当初は朝刊のみの発行だったが、1989年（平成元年）4月1日から夕刊の発行を開始した。なお、東海3県では2023年に毎日新聞中部本社（3月）、朝日新聞名古屋本社（4月）が夕刊を休刊したため、全国5紙では唯一の朝夕刊セット売りを行っている新聞となった（他、地方紙・中日新聞もセット売を継続している）。
日経は中京テレビ放送の設立にも関わった。また1983年（昭和58年）にはテレビ東京の2番目の地方系列局であるテレビ愛知を中日新聞社との合弁で設立し、テレビ東京の三大都市圏ネットワークを確立させた。
名古屋支社ではトヨタ自動車を始めとした中部圏の経済報道を主体とし、地元資本による中部経済新聞と競合している。

## 発行拠点
- 名古屋支社： 名古屋市中区栄四丁目16番33号 〒460-8366
北緯35度9分58.1秒 東経136度54分35秒 / 北緯35.166139度 東経136.90972度
旧支社は名古屋市中区正木二丁目3-1（北緯35度9分0.6秒 東経136度53分40秒 / 北緯35.150167度 東経136.89444度）にあったが、毎日新聞中部本社が名古屋駅前の社屋再開発（現在のミッドランドスクエア付近）に伴う建替えのための仮社屋の用地として2003年に買い取り譲渡を行い、それに伴い日経名古屋支社は上記・栄地区に移転した[注 3]。5階にはテレビ愛知栄オフィスがあり、事業局と営業部が入居している[2]。
- 印刷所： 清須市春日中沼9（直営「日経名古屋印刷センター」にて印刷）
北緯35度13分48.2秒 東経136度51分18.9秒 / 北緯35.230056度 東経136.855250度

## 番組表
朝・夕刊とも最終頁ではなく中頁掲載

### 朝刊　第1テレビ・ラジオ欄
- フルサイズ：NHKテレビ、NHK Eテレ、東海テレビ、中京テレビ、CBCテレビ、メ〜テレ、テレビ愛知（テレビ愛知の隣に解説欄）
- ハーフサイズ：三重テレビ、ぎふチャン、SBSテレビ、テレしず
- クォーター2列：ラジオNIKKEI、NHK第1
- クォーターより大きめ：NHK第2、CBC、TOKAI RADIO、ぎふチャン、NHKFM、FM AICHI、ZIP-FM、FM三重、FM GIFU、SBSラジオ、K-MIX

### 朝刊　第2テレビ欄
- 東京本社版に配列同じ

### 夕刊　テレビ・ラジオ欄
- フルサイズ：朝刊に同じ
- ハーフサイズ：NHK BS、NHK BSプレミアム4K、日経CNBC
- クォーターサイズ（地上波テレビ）：三重テレビ、Daiichi-TV、静岡朝日テレビ、SBSテレビ、テレしず、ぎふチャン
- クォーターサイズ（ラジオ）：NHK第1、NHK第2、ラジオNIKKEI、CBC、TOKAI RADIO、ぎふチャン、SBSラジオ、KNBラジオ、NHKFM、ZIP-FM、FM AICHI、FM三重、FM GIFU、K-MIX
- クォーターサイズ（BS）：BS日テレ、BS朝日、BS-TBS、BSテレ東、BSフジ、WOWOWプライム、同ライブ、同シネマ、BS10、BS11 イレブン、BS12 トゥエルビ、BS松竹東急、BSよしもと
- 極小サイズ：放送大学テレビ、NHK Eテレ サブ
- 極小だが大きめのサイズ：ゴルフネットワーク、CNN j

## 関連放送局
- テレビ愛知 - 1983年開局時に日本経済新聞社が大株主として資本参加。
- 中京テレビ放送 - 1969年開局時に日本経済新聞社が大株主として資本参加、テレビ愛知開局時に株式を（旧）日本テレビ放送網（現・日テレホールディングス）に譲渡。
- ZIP-FM